# 萊米亞拉
萊米亞拉，是愛沙尼亞薩雷縣萨雷马市镇内的村庄，位於該國西部，曾是原萊米亞拉市镇的行政中心，處於首都塔林西南面150公里，海拔高度9米，2011年該村庄人口108。